# Andrés Andrade (panamski piłkarz)
Andrés Alberto Andrade Cedeño (ur. 16 października 1998 w Panamie) – panamski piłkarz występujący na pozycji środkowego obrońcy w austriackim klubie LASK oraz w reprezentacji Panamy. Wychowanek San Francisco, w trakcie swojej kariery grał także w takich zespołach, jak Arminia Bielefeld oraz Juniors OÖ.